# Allium ubsicola
Allium ubsicola är en amaryllisväxtart som beskrevs av Eduard August von Regel. Allium ubsicola ingår i släktet lökar, och familjen amaryllisväxter. Inga underarter finns listade i Catalogue of Life.